# PlayStation Move
PlayStation Move — чутливий до руху ігровий контролер, розроблений Sony Computer Entertainment. Працює разом з камерою (PlayStation Eye для PlayStation 3, PlayStation Camera для PlayStation 4), що відстежує рухи контролера у тривимірному просторі за світінням кульки на кінці контролера. Анонсований 2 жовтня 2009, вийшов 15 вересня 2010 у континентальній Європі та більшості азійських ринків, 16 вересня в Австралазії, 17 вересня у Північній Америці та Великій Британії, 21 жовтня в Японії.